# Anything Goes (álbum)
Anything Goes é o segundo álbum de estúdio do duo norte-americano Florida Georgia Line, lançado a 14 de Outubro de 2014 através da Republic Nashville. O disco estreou na primeira posição da tabela musical Billboard 200, com 197 mil unidades vendidas na semana de estreia.

## Desempenho nas tabelas musicais

### Posições
| Tabela musical (2014)                     | Melhor posição |
| ----------------------------------------- | -------------- |
| Austrália - ARIA Albums Chart             | 20             |
| Canadá - Canadian Albums                  | 2              |
| Estados Unidos - Billboard 200            | 1              |
| Estados Unidos - Billboard Country Albums | 1              |